# Victor von Plessen
Le baron Victor von Plessen né le 23 octobre 1900 au manoir de Sierhagen (Schleswig-Holstein) et mort le 16 décembre 1980 au manoir de Wahlstorf (arrondissement du Holstein-de-l'Est), est un explorateur et ornithologue allemand.

## Biographie
Après son service en 1917-1918 au régiment des Gardes du Corps impériaux, Victor von Plessen entreprend des études d'art et d'histoire de l'art à Berlin et à Munich. Il organise et prend part en 1924-1925 à une expédition en Malaisie, ainsi qu'en 1927-1928. Après celle de 1930-1931 à Bali, il publie un film intitulé Insel der Dämonen (L'Île des démons), puis un autre après un voyage en 1934-1935 à Bornéo, intitulé Die Kopfjäger von Borneo (Les Chasseurs de têtes de Bornéo). Il épouse Marie-Izabel Rückert von Jenisch, fille du baron Martin Rücker von Jenisch, diplomate (1861-1924) et arrière-petite-fille de Martin Johann Jenisch, et fait paraître en 1937-1938 un film documentaire sur la Malaisie sur commande du musée d'anthropologie.
Plessen a aussi découvert une cinquantaine de sous-espèces malaisiennes d'oiseaux qui portent le nom de Plesseni et redécouvert l'étourneau de Bali que l'on croyait éteint.
Il hérite en 1938 du manoir de Wahlstorf dans la partie orientale du Holstein et en fait sa demeure jusqu'à la fin de ses jours. C'est ici que sont rassemblées toutes ses collections scientifiques, ainsi que ses tableaux de paysages du Holstein et de Malaisie qu'il affectionnait de peindre.

## Famille
Victor von Plessen appartient à l'une des familles les plus anciennes du Holstein et du Mecklembourg. Les Plessen sont divisés en plusieurs branches. Il descend de celle des Scheel-Plessen. Son grand-père maternel (ses parents étaient cousins germains) est le comte Carl von Scheel-Plessen (1811-1892), propriétaire terrien, premier haut président de la province du Schleswig-Holstein et membre de la chambre des seigneurs de Prusse.